# Ducloz Head
Der Ducloz Head ist eine Landspitze an der Südküste Südgeorgiens. Sie begrenzt nordwestlich die Einfahrt zum Undine South Harbor.
Erstmals kartiert wurde sie 1819 durch eine russische Expedition unter Fabian Gottlieb von Bellingshausen. Das UK Antarctic Place-Names Committee benannte sie 1955 nach einer Untersuchung durch den South Georgia Survey zwischen 1951 und 1952. Namensgeber ist Nicolas Pierre Duclos-Guyot (1722–1794), Stellvertreter von Louis Antoine de Bougainville bei der ersten französischen Weltumseglung, der Südgeorgien 1756 auf dem spanischen Schiff Leonerreichte.
Während der 1950er Jahre erforschte Verner Duncan Carse (1913–2004) verschiedene Gebiete im Inneren Südgeorgiens für den South Georgia Survey. Er handelte eine Miete von einem Schilling pro Jahr für vier Hektar Land am Ducloz Head aus und bezahlte für zehn Jahre im Voraus. Am 23. Februar 1961 wurde Carse hier von der HMS Owen mit 12 Tonnen Lebensmitteln und einer vorfabrizierten Hütte abgesetzt. Im April kam ein Schiff, um nach ihm zu sehen, doch am 20. Mai spülte eine große Welle ihn, seine Hütte und seine Lebensmittel ins Meer. Es gelang ihm, den Polarwinter weitere 116 Tage lang zu überleben, bevor er von einem Robbenjagdschiff gerettet wurde.